# Далеко у горах
«Далеко у горах» — радянський художній фільм-драма 1958 року, знятий Фрунзенською та Алма-Атинською кіностудіями.

## Сюжет
Суперечливі звістки про прихід нової влади приносять в аул бая Саригула (Муратбек Рискулов) посланець Рад більшовик Іскандер і бек Мади, що втік від більшовиків. Обережний, розважливий бай Саригул, прагнучи зберегти владу і багатство, намагається щедрістю і справедливістю задобрити бідноту. Молодий табунник Назаркул, довірившись баю, стає знаряддям в його руках. Обдурений Назаркул втрачає друзів, мати, кохану дівчину. Жорстока боротьба зав'язується між баями і бідняками. Прозрівши і повставши проти Саригула, гине у цій боротьбі табунник Назаркул.

## У ролях
- Муратбек Рискулов — Саригул, хижий та жорстокий бай
- Джамал Сейдакматова — Зіягуль
- Мухтар Бахтигерєєв — Культемір
- Асанбек Умуралієв — Назаркул
- Шамши Тюменбаєв — Абил-Мулла
- Кемель Албанов — одновухий
- А. Ісабеков — Султанбек
- С. Кидралін — Іскандер
- Аширали Боталієв — Майлиш
- Кірей Жаркімбаєв — Сулейманкул
- Х. Карімов — епізод
- Баки Омуралієв — «Чорнявий»
- Марат Сиздиков — Довговусий
- Євген Попов — епізод

## Знімальна група
- Режисер — Олександр Карпов
- Сценарист — Т. Абдимомунов
- Оператори — Осман Зеккі, Борис Сігов
- Композитори — А. Амонбаєв, Абдилас Малдибаєв
- Художник — Юрій Вайншток